# Hubovo
Hubovo é um município da Eslováquia, situado no distrito de Rimavská Sobota, na região de Banská Bystrica. Tem 11,08 km² de área e sua população em 2018 foi estimada em 132 habitantes.

## Demografia
| Ano:        | 1994 | 2004    | 2014   | 2024    |
| ----------- | ---- | ------- | ------ | ------- |
| Broj ljudi: | 170  | 142     | 134    | 113     |
| Razlika:    |      | -16,47% | -5,63% | -15,67% |

| Ano:               | 2023 | 2024   |
| ------------------ | ---- | ------ |
| Número de pessoas: | 113  | 113    |
| Diferença:         |      | +1,42% |